# Бронепалубни крайцери тип „Баракута“
Баракута (на английски: Barracouta) са серия бронепалубни крайцери от 3-ти ранг, на Британския Кралски флот построени през 1880-те години на 19 век. Първият тип бронепалубни крайцери от 3-ти ранг в Британския флот. Серията е развитие на класа минни крайцери и са предназначени за носене на колониална служба в отвъдморските станции на флота. Всичко от проекта са построени 4 единици: „Баракута“ (на английски: HMS Barracouta), „Бароса“ (на английски: HMS Barrosa), „Бланш“ (на английски: HMS Blanche) и „Блонди“ (на английски: HMS Blonde). Тяхно развитие са крайцерите от типа „Бархам“.

## История на службата
| Име            | Заложен     | Спуснат на вода     | Влиза в строй | Съдба                   |
| -------------- | ----------- | ------------------- | ------------- | ----------------------- |
| HMS Barracouta | 1888 г.     | 16 май 1889 г.      | 1890 г.       | Утилизиран през 1905 г. |
| HMS Barrosa    | май 1888 г. | 16 април 1889 г.    | 1890 г.       | Утилизиран през 1905 г. |
| HMS Blanche    | май 1888 г. | 6 септември 1889 г. | 1890 г.       | Утилизиран през 1905 г. |
| HMS Blonde     | май 1888 г. | 22 октомври 1889 г. | 1890 г.       | Утилизиран през 1905 г. |